# Koersjoem-moskee
De Koersjoem-moskee is een moskee in de stad Karlovo in Bulgarije. De Koersjoem-moskee werd in 1485 gebouwd door Karlu Ali Bey. Het is het oudste architectonische monument in Karlovo.